# مدونة التجارة المغربية
مدونة التجارة المغربية هي مجموعة من المواد القانونية التي تنظم القواعد المتعلقة بالأعمال التجارية والتاجر في المملكة المغربية. وتشمل مختلف الجوانب المتعلقة بالقانون التجاري المغربي.

## التاجر والأعمال التجارية
بدأت المدونة بتعريف التاجر والأعمال التجارية، وتوضيح الشروط التي يجب أن يستوفيها الشخص ليعتبر تاجرًا، وكذلك الأعمال التي تعتبر تجارية بطبيعتها.

## الأصل التجاري
يتناول الكتاب الثاني من المدونة مفهوم الأصل التجاري، وهو مجموع العناصر المادية والمعنوية التي تستخدم في تشغيل المؤسسة التجارية، ويشمل ذلك الزبناء والسمعة التجارية، وحق الكراء، والعلامات التجارية، وغيرها.

## الأوراق التجارية
خُصِّصَ الكتاب الثالث للأوراق التجارية مثل الشيكات والكمبيالات والسندات لأمر، ويحدد القواعد الخاصة بإصدارها وتداولها والتزامات الأطراف المتعلقة بها.

## العقود التجارية
يعالج الكتاب الرابع العقود التجارية، وينظم أنواع العقود المختلفة مثل عقود البيع والكراء والترخيص والتوزيع، ويحدد الشروط والأحكام التي يجب أن تتضمنها هذه العقود.

## مساطر صعوبات المقاولة
يتضمن الكتاب الخامس والأخير مساطر صعوبات المقاولة، ويشمل الإجراءات القانونية للتعامل مع الشركات التي تواجه صعوبات مالية.